# Elvira Barba Valenzuela
Elvira Barba Valenzuela (Ixtenco, Tlaxcala, 1921-posiblemente 2014) fue la primera mujer que gobernó el municipio de Ixtenco en el Estado de Tlaxcala de 1989 a 1992 siendo integrante del Partido Revolucionario Institucional. Anteriormente a su gestión como presidente municipal, se distinguió por su participación en asociaciones que buscaban la inclusión de la mujer en la vida política del país. El resto de su vida atendió un negocio local en esta misma comunidad.

## Biografía
Fueron sus padres Guillermo Barba Hernández originario de Ixtenco y Amelia Valenzuela Medina, originaria del estado de Veracruz. Siendo integrante de una familia dedicada a actividades políticas, Barba Valenzuela se afilió al partido dominante en la escena política nacional en ese entonces a la edad de dieciocho años. Como simpatizante del Partido Revolucionario Institucional, estuvo dedicada a actividades de inclusión de la mujer en la vida política del país, logrando llegar a ser regidora en su municipio y posteriormente presidente municipal, ganando las elecciones para ocupar este puesto de 1989 a 1992 siendo la primera mujer en la historia de su municipio en ocupar este puesto.
Su gestión al frente del H. Ayuntamiento de Ixtenco se caracterizó por la implementación del programa del gobierno federal denominado Solidaridad, que buscaba mejorar las condiciones de vida de las personas de escasos recursos. Al término de su mandato, no se tienen noticias acerca de que haya vuelto a incursionar en política, ella continuó atendiendo con su familia un pequeño negocio con el cual se mantuvo en contacto con sus conciudadanos.
No se conoce con certeza la fecha de su fallecimiento, pero de acuerdo a una nota periodística, alumnos de una escuela de Ixtenco le dedicaron una ofrenda en el día de muertos de 2014, por lo que este es probablemente el año en el cual falleció.